# クッキーズ (お笑いコンビ)
クッキーズは福岡よしもとに所属していたお笑いコンビ。2005年4月結成、2010年7月解散。

## メンバー
- 平川高志（ひらかわ たかし、1982年7月9日（43歳） - ）ツッコミ担当

佐賀県出身。血液型O型。
身長174cm、体重100kg。
2003年4月に福岡よしもとに入所。以前は「スポット」というコンビで活動。
解散後2013年6月から1年半ほどヤスコウチナオヤとのコンビ「ヒラコウチ」で活動。
- 池内祐介（いけうち ゆうすけ、1980年8月29日（44歳） - ）ボケ担当

福岡県出身。血液型A型。
身長170cm、体重100kg。
1999年4月に福岡よしもとに入所。以前は「IMASOKARI」というコンビで活動。
「IMASOKARI」時代に『爆笑オンエアバトル』に2回出場。佐賀大会の際は出場する予定は無かったが、本来出場する予定だった劇団ひとりが台風の影響で出場できなかったため代理で出場した。

## 芸風
2009年のM-1グランプリ出場にあたって福岡のローカル番組『ドォーモ』でクッキーズの密着企画が行われた。その企画の一環で、ザ・ぼんちに漫才を見てもらいアドバイスを求めたところ「行儀の良い漫才。面白いが個性がない」と評されたため、コンビ揃って肥満体という特徴を生かした「デブ漫才」に着手しだした。ザ・ぼんち以外にプー&ムー、博多華丸・大吉にもアドバイスを貰った。番組スタッフも局内にいる出来るだけ多くの人に2人が漫才をしている映像を見せて回り感想を求めるなど協力的であった。スタッフからその感想（ほとんどが「あまり面白く感じない」という意見）を伝えられると平川は黙り込み、池内は「僕らだって、ちゃんとやってますよ。それをそんな言い方されたら･･･」と怒り、スタッフに「それは分かる。だけど現実を知って欲しい」とたしなめられる場面もあった。2009年のM-1の結果は2回戦敗退。

## 出演番組
- ぐるぐるアース（テレビ西日本）
- ドォーモ（九州朝日放送）池内のみ
  - 「ギャル兄さん」 - 池内がブタの格好をしてギャル情報を教える企画。
  - 「ようこそ先輩芸人」 - 福岡に来た先輩芸人をおもてなしする企画。2010年7月にシリーズ化が決定。